# Blingdenstone
Blingdenstone es una ciudad svirfneblin de los Reinos Olvidados situada en la Antípoda Oscura, muy próxima a la ciudad más poderosa de los elfos oscuros, Menzoberranzan. También aparecía en el escenario de Reinos Olvidados del juego de rol Dungeons & Dragons. 
Drizzt Do'Urden pasó varias semanas allí (en compañía de Belwar Dissengulp) tras sobrevivir durante diez años en la Infraoscuridad por sí mismo, una semana después de su viaje por la Antípoda Oscura junto con Belwar Dissengulp, y luego regresó a ella tras ser capturado por los svirfneblis, que no lo reconocieron, cuando volvía a Menzoberranzan. Tiene unas enormes puertas de hierro en la entrada principal, diseñadas para desplomarse sobre los atacantes si se intentan desencajar.
Precediendo al ataque drow sobre Mithril Hall, los enanos de las profundidades la desalojaron para impedir una masacre a manos de los elfos oscuros. Las tropas de Menzoberranzan, encabezadas por Uthegental Armgo, saquearon Blingdenstone, que permanece desde entonces como una ciudad en ruinas.
- Datos: Q3098980